# Phaeotrichum
Phaeotrichum är ett släkte av svampar. Phaeotrichum ingår i familjen Phaeotrichaceae, ordningen Pleosporales, klassen Dothideomycetes, divisionen sporsäcksvampar och riket svampar.
|              | Trichodelitschia |
|              | |
| Phaeotrichum | \| \| Phaeotrichum hystricinum \| \| \| \| \| \| Phaeotrichum benjaminii \| \| \| \| \| \| Phaeotrichum cylindrosporum \| \| \| \| \| \| Phaeotrichum setosum \| \| \| \| |
|              | \| \| Phaeotrichum hystricinum \| \| \| \| \| \| Phaeotrichum benjaminii \| \| \| \| \| \| Phaeotrichum cylindrosporum \| \| \| \| \| \| Phaeotrichum setosum \| \| \| \| |
|              | Echinoascotheca |
|              | |
|              | Phaeotrichum hystricinum |
|              | |
|              | Phaeotrichum benjaminii |
|              | |
|              | Phaeotrichum cylindrosporum |
|              | |
|              | Phaeotrichum setosum |
|              | |

|  | Phaeotrichum hystricinum    |
|  |                             |
|  | Phaeotrichum benjaminii     |
|  |                             |
|  | Phaeotrichum cylindrosporum |
|  |                             |
|  | Phaeotrichum setosum        |
|  |                             |